# Frederik de Moucheron
Frederik de Moucheron o Frederick de Moucheron (Emden, 1633 o 1634 – Amsterdam, 5 gennaio 1686) è stato un pittore olandese del secolo d'oro olandese.

## Biografia

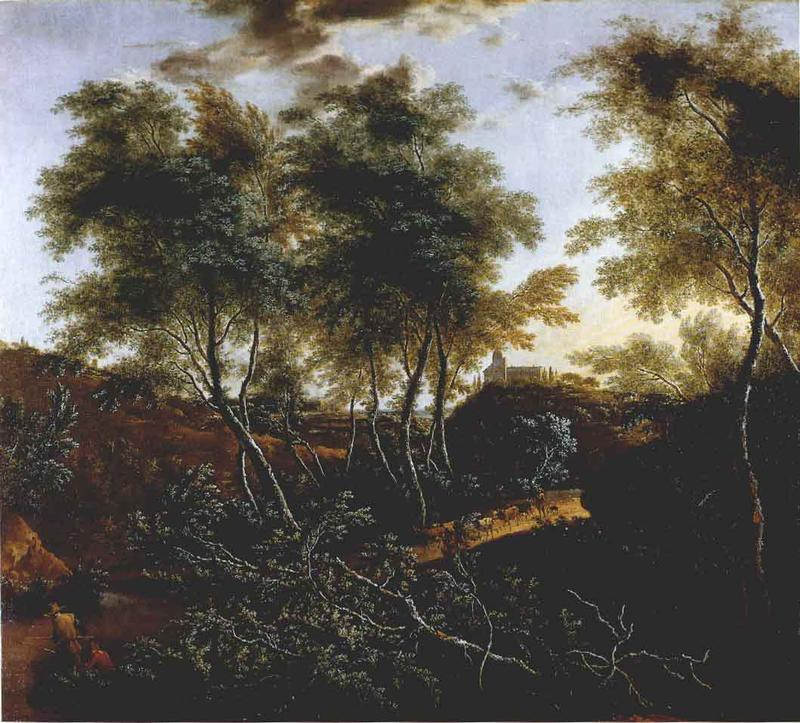
Paesaggio italiano (ca. 1670)

Era figlio di Balthazar de Moucheron e di Cornelia van Brouckhoven. Il padre proveniva da una facoltosa famiglia di commercianti di vino ed è ritratto come uno dei figli più giovani nel dipinto Ritratto della famiglia de Moucheron (1563).
Frederik dimostrò fin dalla più tenera età una grande predisposizione per l'arte, quindi, non esistendo ostacoli da parte della sua famiglia, fu avviato allo studio della pittura presso la scuola di Jan Asselyn. Divenne così pittore paesaggista.
Successivamente si trasferì in Francia nel 1656, in particolare a Parigi e Lione. Dopo tre anni ritornò ad Amsterdam, dopo un breve soggiorno ad Anversa.
Nel 1659 sposò Mariecke de Jouderville, figlia del pittore Isaac de Jouderville, da cui ebbe undici o dodici figli. Morì ad Amsterdam, ma fu sepolto a Leida.
Frederik fu fortemente influenzato dal lavoro della seconda generazione di pittori olandesi che si rifacevano allo stile e alla tecnica dei pittori italiani del periodo ("Dutch Italianates"), in particolare Jan Asselyn e Jan Both.
I suoi paesaggi presentano similarità con gli ultimi lavori di Adam Pynacker.
Collaborò con altri pittori specializzati nell'esecuzione delle figure per completare i suoi dipinti, come Adriaen van de Velde, Dirck Helmbreker, Johannes Lingelbach e Nicolaes Berchem. Dopo la morte di Willem Schellinks (1627-1678), completò molti dei suoi dipinti e vi aggiunse le figure.
Suo figlio e allievo, Isaac de Moucheron, divenne un famoso pittore e incisore e molti dei suoi paesaggi si possono ancora vedere in Amsterdam.
I paesaggi dipinti da Frederik de Moucheron rappresentano piacevoli scenari con alberi di forma ben delineata e con la chioma leggera, apparentemente in movimento, arricchiti da costruzioni architettoniche e frequentemente da cascate che attraversano lo spazio così delineato. 
J.F.Besschey eseguì parecchie copie dei suoi lavori.

## Opere
- Paesaggio italiano con cacciatori, 1660, olio su pannello, Rijksmuseum, Amsterdam
- Paesaggio italiano, 1670 c., Niedersächsisches Landesmuseum, Hannover
- Paesaggio con cavaliere, 1670 c., Lipsia
- Paesaggio montuoso con figure e bestiame, 1675
- Statue ed edifici sull'acqua in un parco, 1700, olio su tela, Rijksmuseum, Amsterdam
- Paesaggio italiano con torre a pianta circolare, olio su tela, Rijksmuseum, Amsterdam
- Vista di Tivoli, olio su tela, Rijksmuseum, Amsterdam
- Paesaggio con pastori e armenti, olio su tela, Galleria degli Uffizi, Firenze
- Paesaggio con cacciatori, pastori e armenti, olio su tela, Galleria degli Uffizi, Firenze
- La partenza per la caccia, olio su tela, Museo del Louvre, Parigi
- Il ritorno dalla caccia, olio su tela, Museo delle Belle Arti, Bordeaux
- Paesaggio con castello su una collina, olio su tela, Museo Nazionale, Varsavia
- Figure in un giardino italiano, olio su tela, National Gallery, Londra
- Paesaggi con rovine classiche, olio su tela, National Gallery, Londra

## Galleria d'immagini

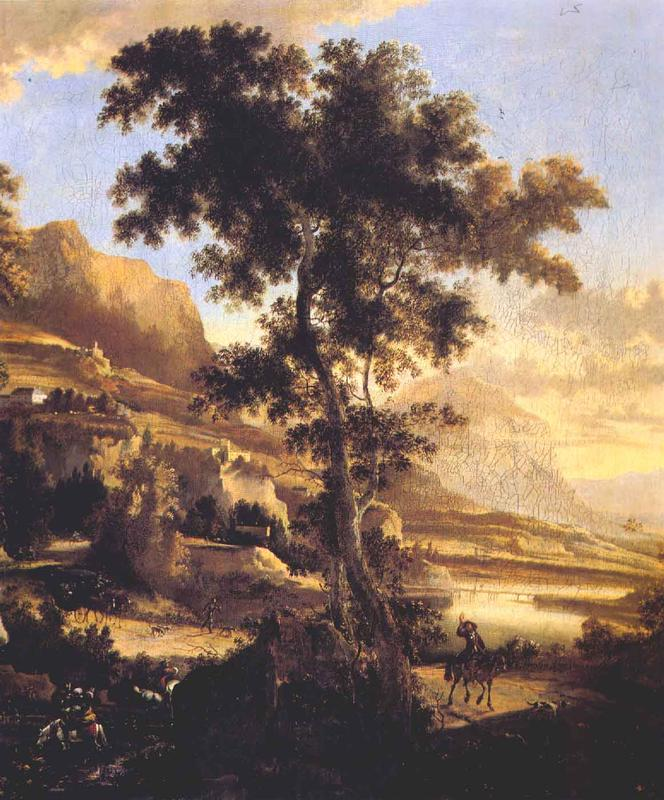
Paesaggio con cavaliere
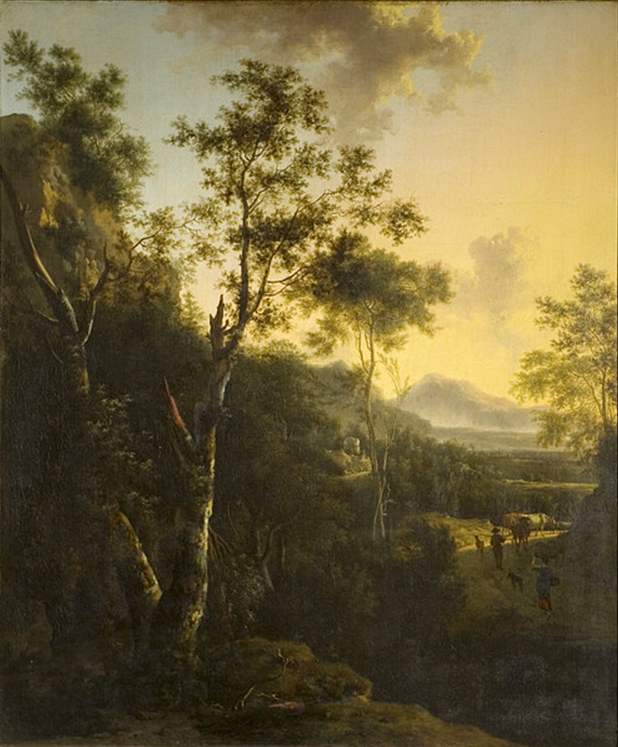
Paesaggio montuoso con figure e bestiame